# Dicroglossidae
Dicroglossidae är en familj av groddjur. Dicroglossidae ingår i ordningen stjärtlösa groddjur, klassen groddjur, fylumet ryggsträngsdjur och riket djur. Enligt Catalogue of Life omfattar familjen Dicroglossidae 168 arter. 
Släkten enligt Catalogue of Life:
- Allopaa
- Chrysopaa
- Euphlyctis
- Fejervarya
- Hoplobatrachus
- Ingerana
- Limnonectes
- Nannophrys
- Nanorana
- Occidozyga
- Ombrana
- Quasipaa
- Sphaerotheca